# Oncidium emaculatum
Oncidium emaculatum är en orkidéart som beskrevs av Pierfelice Ravenna. Oncidium emaculatum ingår i släktet Oncidium och familjen orkidéer. Inga underarter finns listade i Catalogue of Life.